# Yudai Nagano
Yudai Nagano (永野 雄大 Nagano Yudai?), född 22 januari 1998 i Fukuoka prefektur, är en japansk fotbollsspelare.
Nagano började sin karriär 2020 i Giravanz Kitakyushu.